# Björshuvudets naturreservat
Björshuvudets naturreservat är ett naturreservat i Tjörns kommun i Västra Götalands län.
Naturreservatet bildades 2019 (gällande från 2023) och omfattar 443 hektar. Det ligger på nordvästra Tjörn omgiven av havet i väster, norr och öster och består av lövskogar, betesmarker, strandängar och rikkärr.

## Bilder

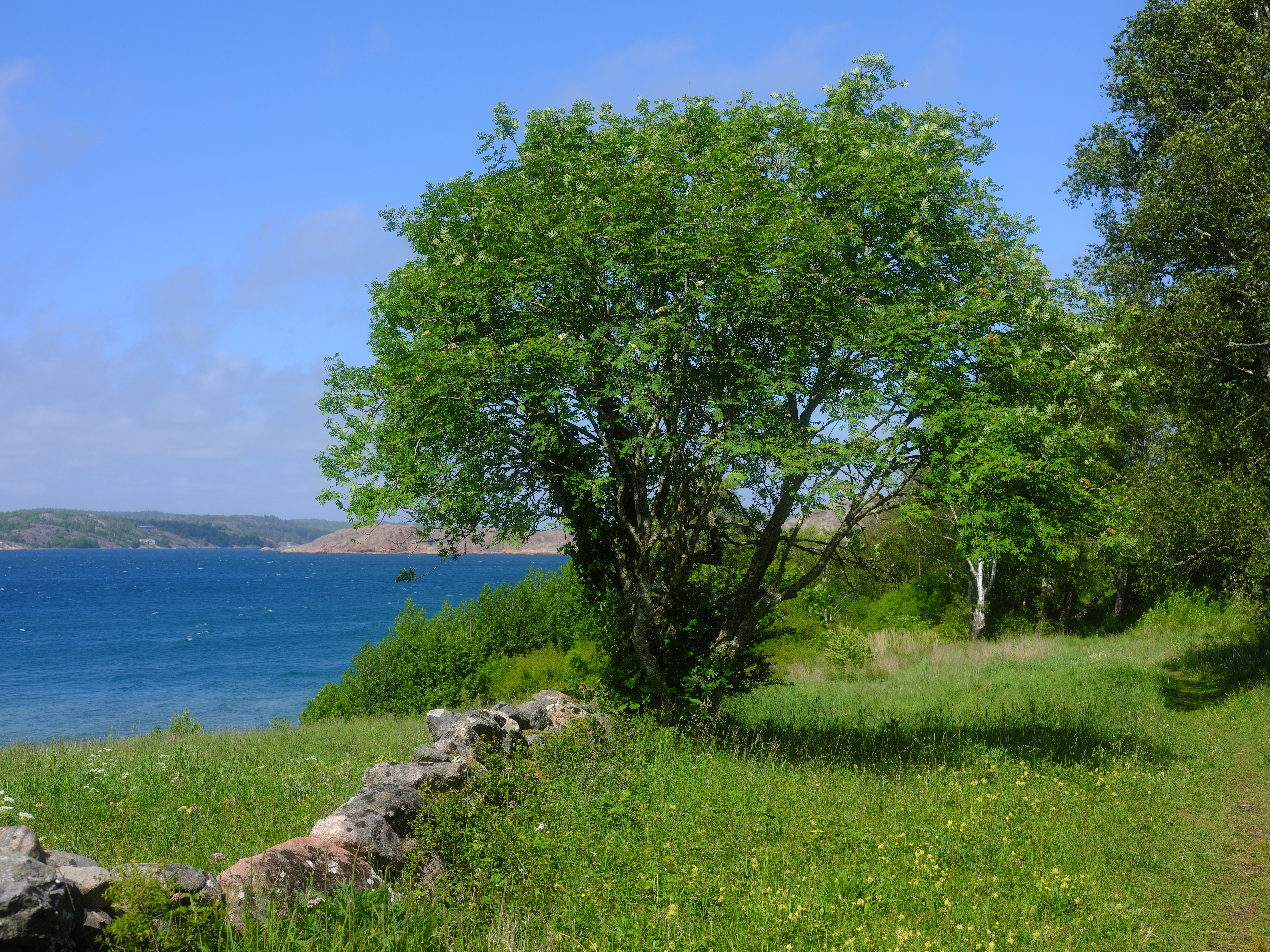
Vandringsled vid Alviken.
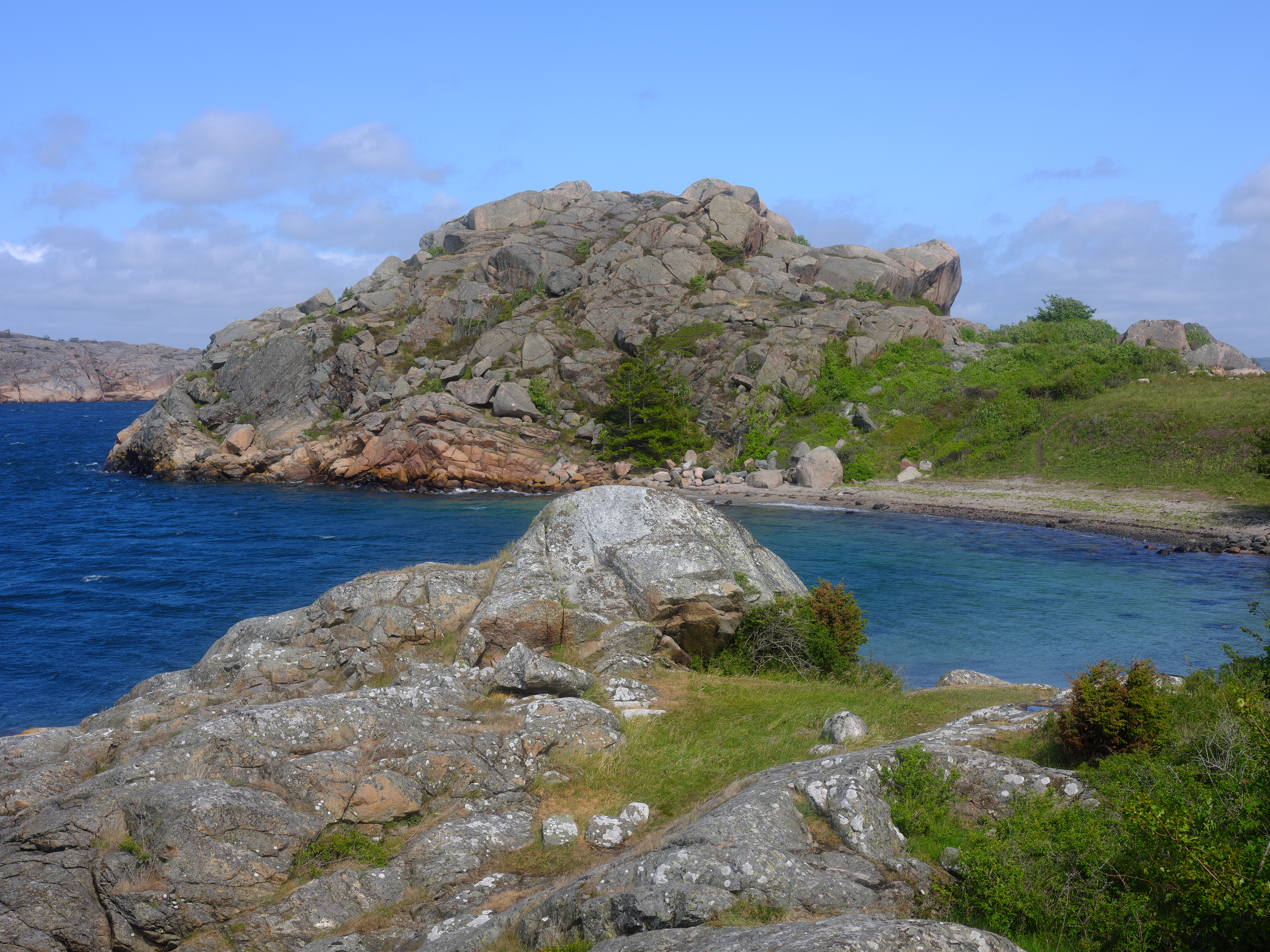
Björshuvudet.
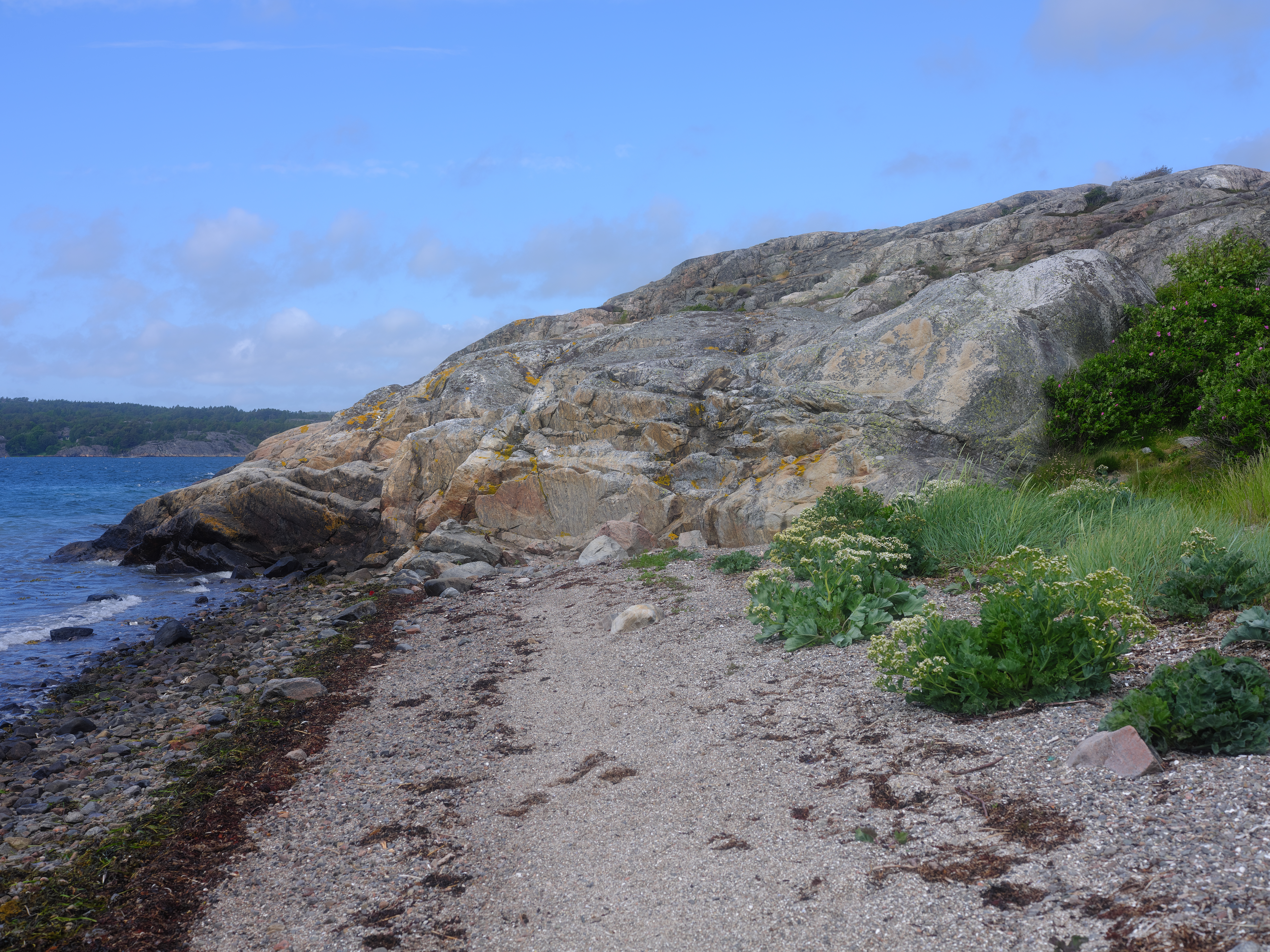
Strand vid Alviken.